# Schillerstraße (Jüterbog)

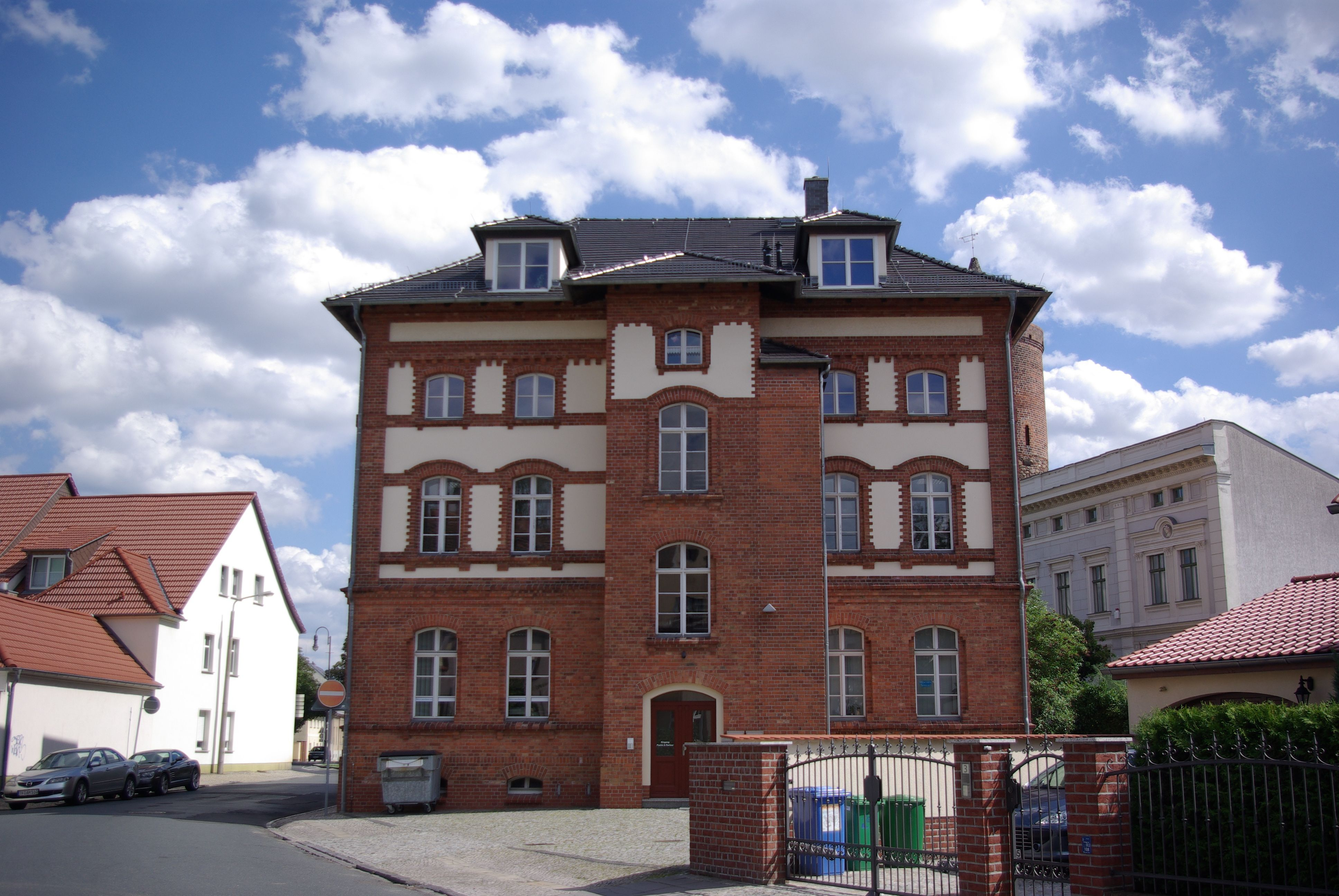
Das Haus Schillerstraße 1

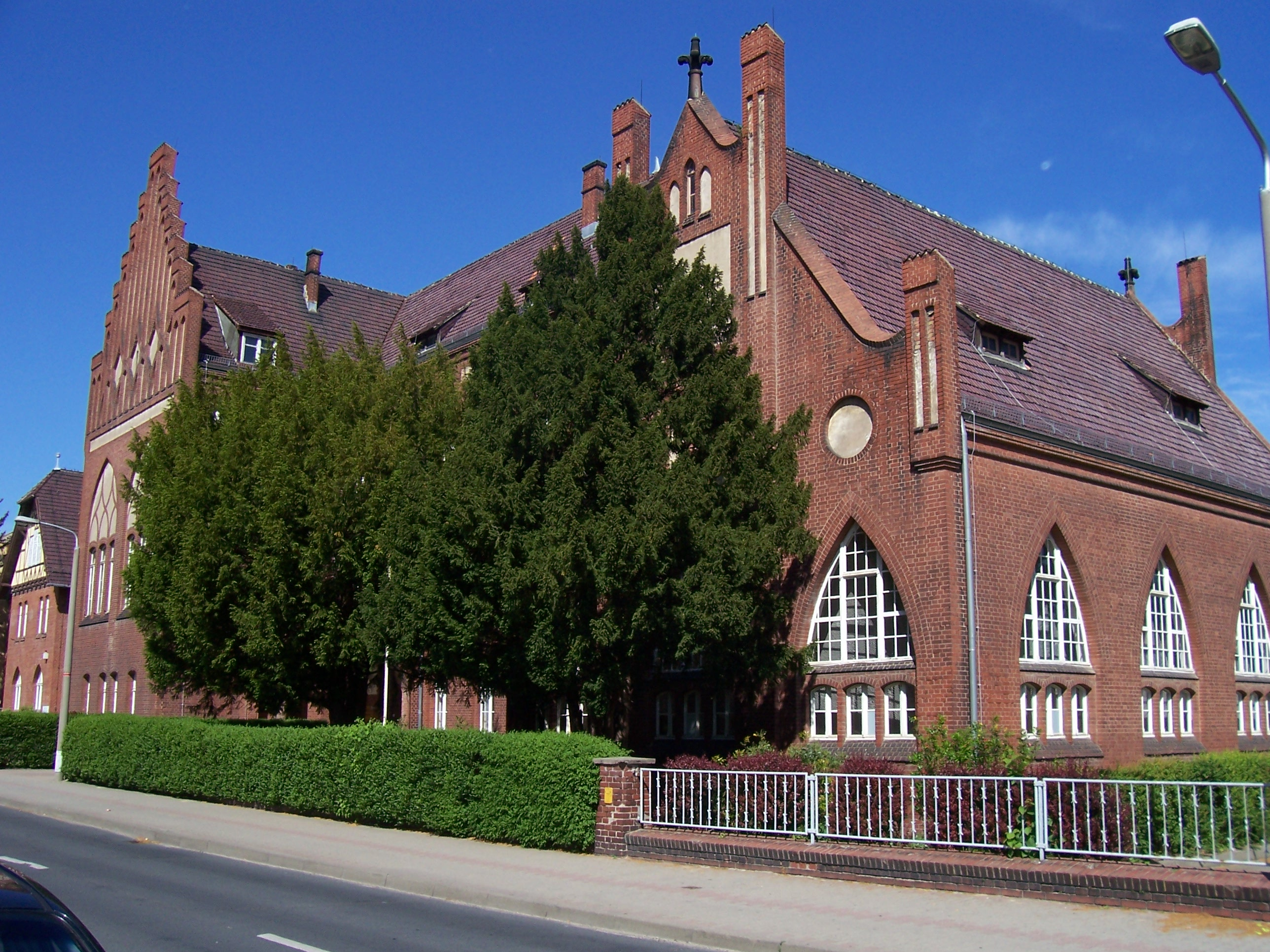
Das Goethe-Schiller-Gymnasium

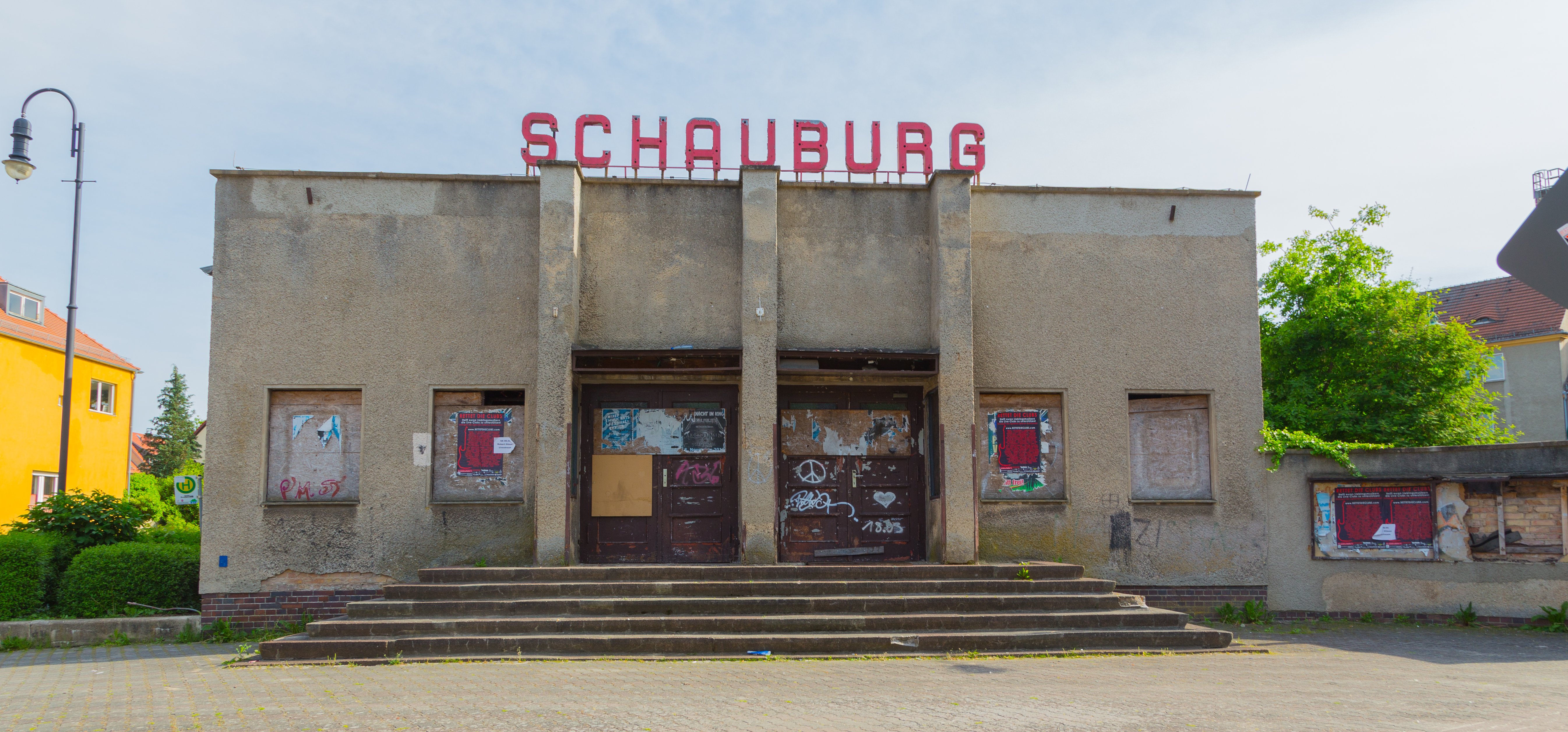
Das Kino Schauburg

Die Schillerstraße ist eine Straße in Jüterbog. In der Straße sind acht Häuser und ein Denkmal denkmalgeschützt. Eine genaue Aufstellung der denkmalgeschützten Häuser befindet sich in der Liste der Baudenkmale in Jüterbog.

## Lage
Die Schillerstraße liegt fast in Ost-West-Richtung nördlich der Stadtbefestigung und der Altstadt. Die Straße beginnt an der Ecke Schloßstraße und geht Richtung Osten bis zur Kreuzung Zinnaer Vorstadt / Oberhag / Zinnaer Straße am Zinnaer Tor. Dabei werden die Straßen Goethestraße / Bleichhag und Lessingstraße / Wüsthof gekreuzt. Von der Straße Zinnaer Vorstadt bis zur Kreuzung Lessingstraße / Wüsthof ist die Schillerstraße in Richtung Westen Einbahnstraße. Die Nummerierung beginnt ebenfalls an der Straße Zinnaer Vorstadt, links liegen die Häuser mit den ungeraden Nummern, rechts die mit den geraden Nummern. Die Straße hat eine Länge von etwa 800 Meter.

## Geschichte
An Stelle der Straße befanden sich die Wallanlagen vor der Stadtbefestigung. Auf diesen Wallanlagen befand sich der Weg Bleichhag. Um das Jahr 1860 wurden diese Wallanlagen eingeebnet und ausgebaut, die Gegend wurde Meiergarten genannt. In den Jahren 1900 bis 1901 wurde die Straße bis zur Schloßstraße gebaut. Bis 1905 wurde die Straße nach dem alten Weg Bleichhag benannt. Seit dem 9. Mai 1905 heißt die Straße Schillerstraße, nach dem Dichter Friedrich Schiller, der 100 Jahre vorher starb. Seit dem Beginn des 20. Jahrhunderts entstanden mehrere öffentliche Gebäude, so die Realschule, das Lehrerseminar und das Amtsgericht.

## Häuser
In der Schillerstraße befinden sich acht Häuser und ein Denkmal, die unter Denkmalschutz stehen. Das sind im Einzelnen:
- Ehrenmal für antifaschistische Widerstandskämpfer: Das Denkmal wurde errichtet von dem Bildhauer Hans Hassert (* 1906). Eingeweiht wurde das Ehrenmal am 8. September 1957. Es ist eine Stele aus Kalkstein und steht auf einem Platz an der Schillerstraße. Die Inschrift lautet: Den Toten zur Ehre, den Lebenden zur Mahnung. Auf der Rückseite befindet sich die Inschrift Sie starben für Freiheit und Menschlichkeit.
- Schillerstraße 1: Es ist das evangelische Vereinshaus und Herbergshaus. Erbaut wurde es im Jahre 1891, Bauherr war das Kuratorium der Herberge zur Heimat. Im Ersten Weltkrieg wurde das Haus als Lazarett genutzt. Es ist ein Ziegelbau mit Walmdach.
- Schillerstraße 20: Das Haus war das Erziehungshaus Emmaus. Es wurde im Jahre 1874 erbaut, 1902 wurde es um ein Geschoss erhöht und das Dach ausgebaut. Es war ab 1881 ein Rettungshaus im Sinne von Johann Hinrich Wichern, den Begründer der Inneren Mission. Aufgenommen wurde Mädchen im Schulalter und erhielten Unterkunft und Unterricht. Das Rettungshaus bestand bis 1918.
- Schillerstraße 27: Das Haus wurde 1936 an der Stadtmauer errichtet. Es war das Cafe Schnee des Fabrikanten Erich Schnee. Das Haus insbesondere der Gaststättenteil sind im Stil des Neuen Bauens erstellt worden.
- Schillerstraße 29: Die Villa wurde 1902 bis 1903 an der Stadtmauer erbaut. Das Haus ist im Stil des Späthistorismus erbaut. Das Haus ist teilweise eingeschossig teilweise zweigeschossig. Am Eingang befindet sich ein Eckturm der dreigeschossig ist. Der Turm hat ein Kegelhelm mit Laterne. Vom Villengarten ist wenig erhalten geblieben.
- Schillerstraße 42: Die Schillerschule wurde von 1903 bis 1905 erbaut. Im Jahre 1909 wurde ein Zeichensaal angebaut. In dem Bau befand sich die Jüterboger Realschule, ab 1937 zog die Schule in das Gebäude Schillerstraße 50 um. Das Haus ist im Stil der Neugotik erbaut.
- Schillerschule 44: Das Direktorenhaus der Schillerschule wurde 1909 erbaut. Es ist ein roter Ziegelbau. Die Spitzbogenfenster sind analog zu denen der Schule in der Schillerstraße entstanden.
- Schillerstraße 50: Die heutige Goetheschule war früher das Lehrerseminar. Das Gebäude wurde von 1910 bis 1912 errichtet. Das Lehrerseminar wurde 1926 aufgehoben. Im Jahre 1937 zog die Schillerschule in das Gebäude, 1946 wurde sie in Goetheschule umbenannt. Im Jahr 1991 wurde die Schillerschule mit der Goetheschule zum Goethe-Schiller-Gymnasium zusammengelegt.
- Schillerstraße 51: Das Kino Schauburg wurde von 1935 bis 1935 erbaut. Das ungenutzte Gebäude befindet sich in schlechtem Zustand.